# Mecikovți, Sofia
Mecikovți (în bulgară Мечковци) este un sat în comuna Ihtiman, regiunea Sofia,  Bulgaria. 

## Demografie
Componența etnică a satului Mecikovți
     Bulgari (85,71%)
     Nicio identificare (14,28%)
     Altele (0%)
La recensământul din 2011, populația satului Mecikovți era de 7 locuitori. Din punct de vedere etnic, majoritatea locuitorilor (85,71%) erau bulgari. Pentru 14,28% din locuitori nu este cunoscută apartenența etnică.